# Час огней
«Час огней: Заметки и свидетельства о неоколониализме, насилии и освобождении» (исп. La hora de los hornos: Notas y testimonios sobre el neocolonialismo, la violencia y la liberación) — документальный фильм аргентинских режиссёров Фернандо Соланаса и Октавио Хетино, объединённых в группу Grupo de Cine Liberación. Историческая трилогия о причинах и последствиях серии военных переворотов в Южной Америке второй половины XX века.

## О фильме
Как было заявлено во всех программных выступлениях группы Grupo de Cine Liberación, их зритель не является предметом развлечения, фильм должен информировать зрителя, вовлекать в дискуссию, активизировать жизненную позицию. Первоначальная версия фильма 1968 года была снята в полуподпольных условиях и так же нелегально демонстрировалась. Сеансы прерывались на диспуты. Зрителям, которые сами входили в группы сопротивления, предлагалось дополнять фильм кинохроникой собственной борьбы, поэтому последующие версии 1970 года достаточно сильно отличались от первоначальной. Окончательная редакция сложилась к 1973 году — периоду временного возврата во власть Хуана Перона.

### Структура фильма
Фильм разделён на три части: «Неоколониализм и насилие» (исп. Neocolonialismo y violencia), «Закон освобождения» (исп. Acto para la liberación), «Насилие и освобождение» (исп. Violencia y liberación). Средняя часть, в свою очередь, разделена на две главы: «Хроника перонизма (1945—1955)» и «Хроника сопротивления (1955—1966)».
Разделы первой части:
- Вступление

1. «История» (исп. La historia) - 6:40
2. «Страна» (исп. El pais) - 10:08
3. «Повседневное насилие» (исп. La violencia cotidiana) - 13:33
4. «Портовый город» (исп. La cuidad puerto) - 25:53
5. «Олигархия» (исп. La oligarquia) - 28:23
6. «Система» (исп. El sistema) - 38:31
7. «Политическое насилие» (исп. La violencia politica) - 42:23
8. «Неорасизм» (исп. La neoracismo) - 43:31
9. «Зависимость» (исп. La dependencia) - 50:07
10. «Культурное насилие» (исп. La violencia cultural) - 56:23
11. «Модели» (исп. Los modelos) - 1:02:54
12. «Идеологическая война» (исп. La guerra ideologica) - 1:10:34
13. «Выбор» (исп. La opcion) - 1:18:00

Первая часть заканчивается трёхминутным кадром-портретом мёртвого Че Гевары как символа освобождения, пусть и после смерти.

## Награды
- 1968 год — IV кинофестиваль в Пезаро;
- 1968 год — Festival de Mérida Венесуэла, премия за лучший фильм
- 1968 год — Международный кинофестиваль Мангейм — Хайдельберг, премия Interfilm Award за режиссуру;
- 1969 год — Semana de la crítica del Festival de Cannes
- 1972 год — премия Sutherland Trophy Британского института кино;
- Crítica de Los Angeles: Как входящий в десятку лучших фильмов 1970-х годов

## Участники
- María de la Paz as a Narrator
- Fernando E. Solanas as a Narrator
- Edgardo Suárez as a Narrator
- Fidel Castro as himself (archive footage)
- Ernesto 'Che' Guevara as himself (archive footage)
- Mao Zedong as himself (archive footage)
- Eva Perón as herself (archive footage)
- Juan Domingo Perón as himself (archive footage)

## Критика
- Рецензия на allmovie: «Этот блестящий документальный фильм запустил движение Третьего кинематографа и внёс латиноамериканское кино на карту мира. Он объединяет в себе новые и старые кинокадры, объясняющие историю Аргентины и волну революционного энтузиазма, который охватил многие страны в Латинской Америке. От испанских колонизаторов к современным военным конфликтам, финансируемым иностранными державами, этот фильм исследует расизм, социальные потрясения, массовые убийства и нестабильность политической ситуации…»[2].